# Boeing X-32
Boeing X-32 là một loại máy bay tiêm kích phản lực đa năng thử nghiệm thuộc chương trình Joint Strike Fighter. X-32 đã thua mẫu thử nghiệm Lockheed Martin X-35, tiền thân của Lockheed Martin F-35 Lightning II.

## Tính năng kỹ chiến thuật
Dữ liệu lấy từ Frawley
Đặc điểm tổng quát
- Tổ lái: 1
- Chiều dài: 45,01 ft (13,72 m)
- Sải cánh: 36 ft (10,97 m)
- Chiều cao:  (5,28 m)
- Diện tích cánh: 590 ft² (54,8 m²)
- Trọng lượng cất cánh tối đa: 38.000 lb (17.200 kg)
- Động cơ: 1 × Pratt & Whitney F119
  - Lực đẩy thô: 28.000 lbf (125 kN)
  - Lực đẩy khi đốt tăng lực: 43.000 lbf[2] (191 kN)

 Hiệu suất bay 
- Vận tốc cực đại: 1,6 Mach (1.200 mph, 1.931 km/h)